# Тальки
Та́льки — село в Україні, у Брониківській сільській територіальній громаді Звягельського району Житомирської області. Населення становить 397 осіб (2001).

## Історія
У 1906 році — село Рогачівської волості Новоград-Волинського повіту Волинської губернії. Відстань від повітового міста 12 верст. від волості 8. Дворів 101, мешканців 529.
У 1923—58 роках — адміністративний центр Тальківської сільської ради Новоград-Волинського району.

## Відомі люди
- Куриленко Володимир Михайлович (1948—2012) — український мовознавець, діалектолог. Ректор Глухівського педагогічного інституту ім. С. М. Сергєєва-Ценського (1990—1995).